# Aprilov Point
Aprilov Point är en udde i Antarktis. Den ligger i Sydshetlandsöarna. Argentina, Chile och Storbritannien gör anspråk på området.
Terrängen inåt land är kuperad åt sydost, men norrut är den platt. Havet är nära Aprilov Point norrut. Trakten är glest befolkad. Närmaste befolkade plats är Maldonado Station, 7,8 kilometer öster om Aprilov Point. 